# Paral·lel 85° nord
El paral·lel 85° nord és una línia de latitud que es troba a 85 graus nord de la línia equatorial terrestre. Travessa íntegrament l'Oceà Àrtic.

## Geografia
En el sistema geodèsic WGS84, al nivell de 85° de latitud nord, un grau de longitud equival a 9,735 km; la longitud total del paral·lel és de 3.505 km, que és aproximadament 8,5% de la de l'equador, del que es troba a 9.444 km i a 558 km del pol Nord

## Durada del dia
En aquesta latitud, el sol és visible almenys parcialment durant tot el dia des de principis d'abril fins a principis de setembre. Per contra, el sol està completament sota l'horitzó entre mitjans d'octubre i finals de febrer. Entre aquests períodes, durant poc més d'un mes cada vegada, és possible observar una posta de sol completa i al capvespre.

## Arreu del món
Així com tots els paral·lels al nord de la latitud 83° 40'N que passava per illa Kaffeklubben (extrem nord de Groenlàndia), el paral·lel 85º passa íntegrament per l'oceà Àrtic. i les seves plataformes de gel, sense creuar terra ferma.